# Gregorio Huet
Gregorio Huet was een Vlaams luitspeler (luytslager) en componist levend rond 1600.
Van zijn leven is weinig bekend; men vermoedt ook na studies dat hij rond 1550 is geboren, en rond 1560 burger werd van Antwerpen, maar afkomstig is uit een Waalse familie van rond Huy. Vader was ook luitspeler. Robert Dowland, tijdgenoot van Huet en zelf luitspeler, omschreef hem in A varietie of lute-lessons uit 1610 als "de beroemde Gregorio Howett of Antwerp". Huet was vanaf 1590 luitspeler aan het hof van de hertog van Vorstendom Brunswijk-Wolfenbüttel en werd later in dienst genomen door Michael Praetorius, toen het hof Huet had bestempeld als “een heel oude en verder nutteloze dienaar”. Hij zou rond 1616 zijn overleden in Wolfenbüttel.
Bekendste werken van hem zijn gebundelde fantasieën, pavanes etc.